# Carrozzeria Coggiola
La Carrozzeria Coggiola è stata una carrozzeria automobilistica ed aeronautica con sede a Torino attiva dal 1966.

## Storia

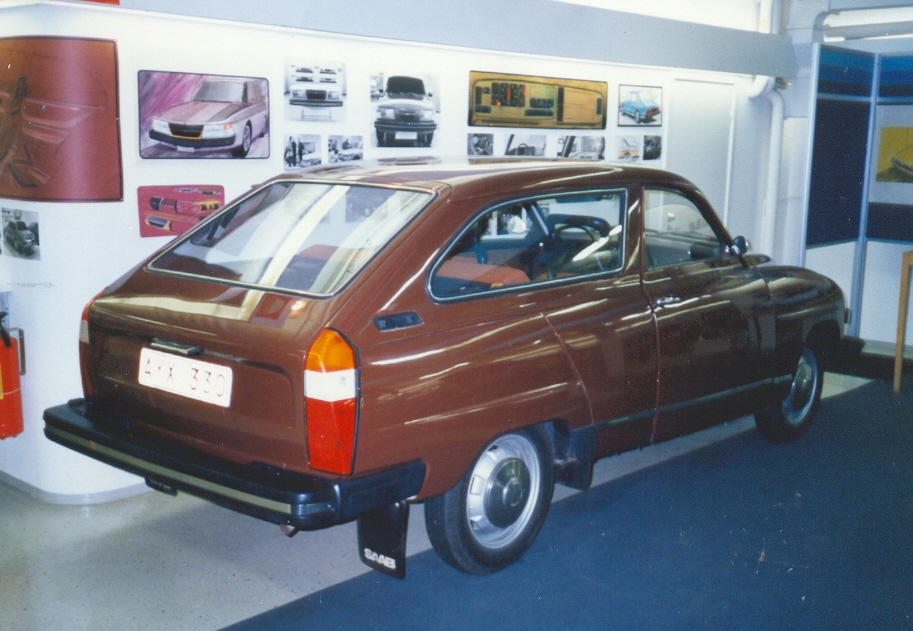
La Saab 98 è stato uno dei prototipi di Coggiola durante la sua collaborazione con la Saab

È stato proprio in quell'anno che questa carrozzeria fu fondata da Sergio Coggiola, un personaggio il cui talento per il disegno industriale automobilistico è maturato dopo ben 14 anni al servizio della Ghia come disegnatore e come capo ufficio tecnico.
Nel 1969 la carrozzeria Coggiola iniziò una collaborazione con la svedese Saab, una lunga collaborazione che avrebbe dato frutti molto interessanti, sia per quanto riguarda la produzione di serie (Saab Sonett III e Saab 9000), sia per quanto riguarda alcuni prototipi (per esempio la Saab 98 Combi Coupé).

Negli anni settanta, oltre a mandare avanti la collaborazione con la Saab, la Coggiola curò anche altri lavori, specialmente nel campo dei prototipi. Nacquero così prototipi su base Lancia Fulvia, Volvo P1800 e Pontiac Grand Prix.
Anche gli anni successivi furono densi di attività per la carrozzeria Coggiola, che realizzò altri prototipi come la Citroën Visa cabrio e diversi prototipi su base Audi. È datato 1988 il prototipo Renault denominato Mégane, che qualche anno più tardi darà il suo nome ad uno dei best seller della Casa francese. Stessa cosa dicasi per il prototipo Scénic di due anni dopo.
Una delle particolarità della carrozzeria Coggiola stava nel studiare le carrozzerie in funzione di parametri relativi alla sicurezza ed alla rigidità torsionale.
Gli anni novanta hanno visto la nascita di prototipi di vari marchi (Fiat, Lancia, Opel). Vi sono stati esperimenti anche su basi Mercedes-Benz. Famoso è stato il prototipo modulare VRC, praticamente una vettura con padiglione smontabile e sostituibile con un altro di forma differente per variare il tipo di carrozzeria mantenendo la stessa vettura. Non mancano nello stesso decennio anche prototipi di marche più "nobili", come la Bentley e la Aston Martin.
Anche gli anni 2000 sono stati assai prolifici: significativo il prototipo T-Rex, un SUV di grossissima taglia, così come significativo è anche il prototipo Toyota 735N, una sorta di monovolume dal padiglione assai profilato.
L'attività della Coggiola non si dedicava solo al mondo automobilistico, ma anche a quello aeronautico, specialmente nel campo degli elicotteri.
Dopo il fallimento dell'azienda è stata diffusa la notizia dell'acquisto da parte di un'azienda gibilterrina che aveva l'intenzione di produrre taxi elettrici sotto quel marchio ma non ci sono stati sviluppi nei termini previsti.